# BR 81 (Draisine SNCF)
 (décembre 2022).
Si vous disposez d'ouvrages ou d'articles de référence ou si vous connaissez des sites web de qualité traitant du thème abordé ici, merci de compléter l'article en donnant les références utiles à sa vérifiabilité et en les liant à la section « Notes et références ».
,,,,
La BR 81 (BRive modèle 1981) est un engin moteur de la SNCF spécialement aménagé pour le transport du personnel et du matériel.

## Description
Cette série de draisine a été construite à 3 unités par les ateliers SNCF de Brive Estavel, situé à Brive-la-Gaillarde, et aujourd'hui devenu l'EIV Quercy Corrèze (Établissement Industriel Voie). Il s'agit de la toute première série d'engins conçus et réalisés entièrement par des ateliers SNCF, à la suite du changement de statut de la SNCF au début des années 80, devenant un Etablissement Public Industriel et Commercial, ce qui l'autorise à des productions de matériels. Néanmoins, certaines pièces provenant d'autres séries de draisines sont utilisées, comme les traverses de tamponnement par exemple, issues des DU 65.
Cette petite série de draisine est motorisée avec un moteur RVI 798 Renault de 6 cylindres en ligne, couplé à une boite mécanique manuelle BDSL RVI Renault à 4 rapports.
Tous les engins reçoivent sur leur plateforme arrière une petite grue hydraulique, de modèle Marrel 460 avec 4,5t/m de capacité et 6,00 m de portée en 2 extensions (modèle identique aux DU 65), permettant de réaliser de petits travaux de voies.
En plus de l'attelage à vis classique, elles disposent comme les DU 65 d'un attelage à tulipe leur permettant de remorquer des petits wagonnets (remorque unifiée) de 4T multitâches.

## Livrée
Les BR 81 sortent des ateliers de Brive en livrée Rouge et Crème, comme celle appliqué aux autorails, livrée qu'elles conserveront tout au long de leur carrière. Néanmoins, quelques petites modifications de peinture ont été appliquées par rapport au schéma de peinture d'origine, comme la couleur des ouïes du capot moteur, Crème à l'origine, et Rouge en fin de carrière, ou encore la partie centrale de la traverse de tamponnement, Crème à l'origine et Rouge en fin de carrière, pour des questions d'économies de temps de peinture notamment.

## Immatriculation
À l'origine, le numéro est de la forme chiffre de la région administrative de l'engin encadré (de 1 à 6), numéro de groupe (6), lettre de sous-groupe (M, pour Montagne, cela signifie que l'engin est apte aux zones de montagnes, ce qui est le cas de toutes les BR 81), et les trois derniers chiffres pour le numéro d'ordre de l'engin dans la série, de 201 à 203, la série étant immatriculée dans la tranche 200 (exemple : [4] 6M 201 pour la draisine région 4 (Sud-Ouest), groupe 6, sous-groupe M, numéro 1).
À partir de 1990, le numéro est de la forme chiffre de la région administrative de l'engin encadré (de 1 à 6), numéro de groupe (6) et les trois derniers chiffres pour le numéro d'ordre de l'engin dans la série, de 201 à 203 (exemple : [4] 6.203 pour la draisine région 4 (Sud-Ouest), groupe 6, numéro 3). La forme change ensuite légèrement avec le remplacement du chiffre de la région administrative de l'engin encadré (de 1 à 6), par les deux ou trois premières lettre de la région administrative de l'engin encadrées (exemple : [PRG] 6.202 pour la draisine de la région de Paris Rive Gauche, groupe 6, numéro 2).
Les groupes et sous-groupes correspondent à des critères de puissances et de masses : en 1990, le groupe 6 correspond à une masse supérieure ou égale à 11 tonnes, avec une puissance comprise entre 70 et 120kW.

## Dépôts titulaires
| Draisine    | Mise en service | Radiation | Livrée         | Dépôt    | Observations |
| ----------- | --------------- | --------- | -------------- | -------- | ------------ |
| BR 81 6.201 | ?               | ?         | Rouge et Crème | Toulouse | Grue Marrel  |
| BR 81 6.202 | ?               | ?         | Rouge et Crème | ?        | Grue Marrel  |
| BR 81 6.203 | ?               | ?         | Rouge et Crème | Limoges  | Grue Marrel  |

N.B. : Les indications données dans la partie "Observations" désignent des particularités qu'a pu porter un engin à un moment X de sa carrière, et qui ont pu être enlevées par la suite, comme une grue par exemple.
Comme toutes les draisines de France, la maintenance lourde, et les grandes révisions des BR 81 étaient effectuées par l'EIV Quercy Corrèze (Établissement Industriel Voie) situé à Brive-la-Gaillarde, le site de leur construction.

## Utilisation
La BR 81 6.201 du dépôt de Toulouse était utilisée sur la ligne de l'Ariège par la brigade voie de la gare d'Ax-les-Thermes, entre les gares d'Ax-les-Thermes et de Latour-de-Carol - Enveitg. Concernant la BR 81 6.202, affectée à la région de PRG (Paris Rive Gauche), elle subit un accident au milieu des années 2000, l'envoyant prématurément droit au ferrailleur. Quant à la BR 81 6.203 du dépôt de Limoges, elle était utilisée par la brigade voie de la gare d'Eymoutiers sur la ligne Limoges-Ussel.

## Préservation
- BR 81 6.203 : préservée par la Cité du Train à Mulhouse.

## Modélisme ferroviaire
Cette draisine a été reproduite à l'échelle H0 par l’artisan AMF 87.